# Ложнокрапивники
Ложнокрапивники (лат. Calamanthus) — род воробьиных птиц из семейства шипоклювковых.

## Экология
Птицы предпочитают местообитания с низкой кустарниковой растительностью.

## Классификация
Отделение рода от других представителей семейства произошло в среднем миоцене, примерно 13,6 млн лет назад. На видовой состав рода нет единой точки зрения, разные авторы выделяют от 2 до 7 видов. Петер Марки и соавторы приводят пять видов. Жанетт Норман с соавторами выделяют только три вида: Calamanthus campestris, Calamanthus fuliginosus и Calamanthus montanellus, два других относит к роду Hylacola.
Международный союз орнитологов относит к роду 3 вида:
- Calamanthus campestris (Gould, 1841)
- Calamanthus fuliginosus (Vigors & Horsfield, 1827)
- Calamanthus montanellus Milligan, 1903

## Распространение
Представители встречаеются в Австралии.

## Охранный статус
Международный союз охраны природы признает пять видов и включает их в список угрожаемых видов со статусом LC (Вызывающие наименьшие опасения).